# Ґалле (Шрі-Ланка)
Ґалле (синг. ගාල්ල;там. காலி) — місто на південному краю Шрі-Ланки, розташоване за 119 км від Коломбо, адміністративний центр Південної провінції. Це головне місто південної частини острова з населенням понад 90 тис. мешканців.
До прибуття португальців у XVI ст. місто було відоме як Gimhathiththa або Qali та було головним портом острова. Місто досягло розквіту у XVIII ст. під час голландського панування. Місто є найкраще збереженим прикладом укріпленого європейського міста у Південній Азії, проявляючи багато рис взаємодії європейської та місцевої культур. Завдяки цим укріпленням форту та своєму порту, Ґалле є об'єктом Світової спадщини ЮНЕСКО.

## Клімат
Місто знаходиться у зоні, котра характеризується вологим тропічним кліматом. Найтепліший місяць — березень з середньою температурою 26.7 °C (80 °F). Найхолодніший місяць — січень, із середньою температурою 25 °С (77 °F).
| Клімат Ґалле            | Клімат Ґалле | Клімат Ґалле | Клімат Ґалле | Клімат Ґалле | Клімат Ґалле | Клімат Ґалле | Клімат Ґалле | Клімат Ґалле | Клімат Ґалле | Клімат Ґалле | Клімат Ґалле | Клімат Ґалле | Клімат Ґалле |
| Показник                | Січ.         | Лют.         | Бер.         | Квіт.        | Трав.        | Черв.        | Лип.         | Серп.        | Вер.         | Жовт.        | Лист.        | Груд.        | Рік          |
| Середній максимум, °C   | 30,6         | 31,1         | 31,7         | 31,7         | 30,6         | 30           | 29,4         | 29,4         | 30           | 29,4         | 30           | 30           | 30,3         |
| Середня температура, °C | 25           | 26           | 27           | 27           | 27           | 27           | 26           | 26           | 26           | 26           | 26           | 25           | 26           |
| Середній мінімум, °C    | 22,8         | 22,8         | 23,9         | 25           | 25,6         | 25,6         | 25,6         | 25,6         | 25           | 24,4         | 23,3         | 23,3         | 24,4         |
| Норма опадів, мм        | 103          | 86           | 117          | 242          | 296          | 207          | 165          | 155          | 214          | 340          | 302          | 177          | 2403         |
| Днів з опадами          | 26           | 21           | 20           | 12           | 10           | 6            | 11           | 8            | 13           | 10           | 13           | 13           | 163          |
| ----------------------- | ------------ | ------------ | ------------ | ------------ | ------------ | ------------ | ------------ | ------------ | ------------ | ------------ | ------------ | ------------ | ------------ |
| Джерело: Weatherbase    |              |              |              |              |              |              |              |              |              |              |              |              |              |

## Галерея

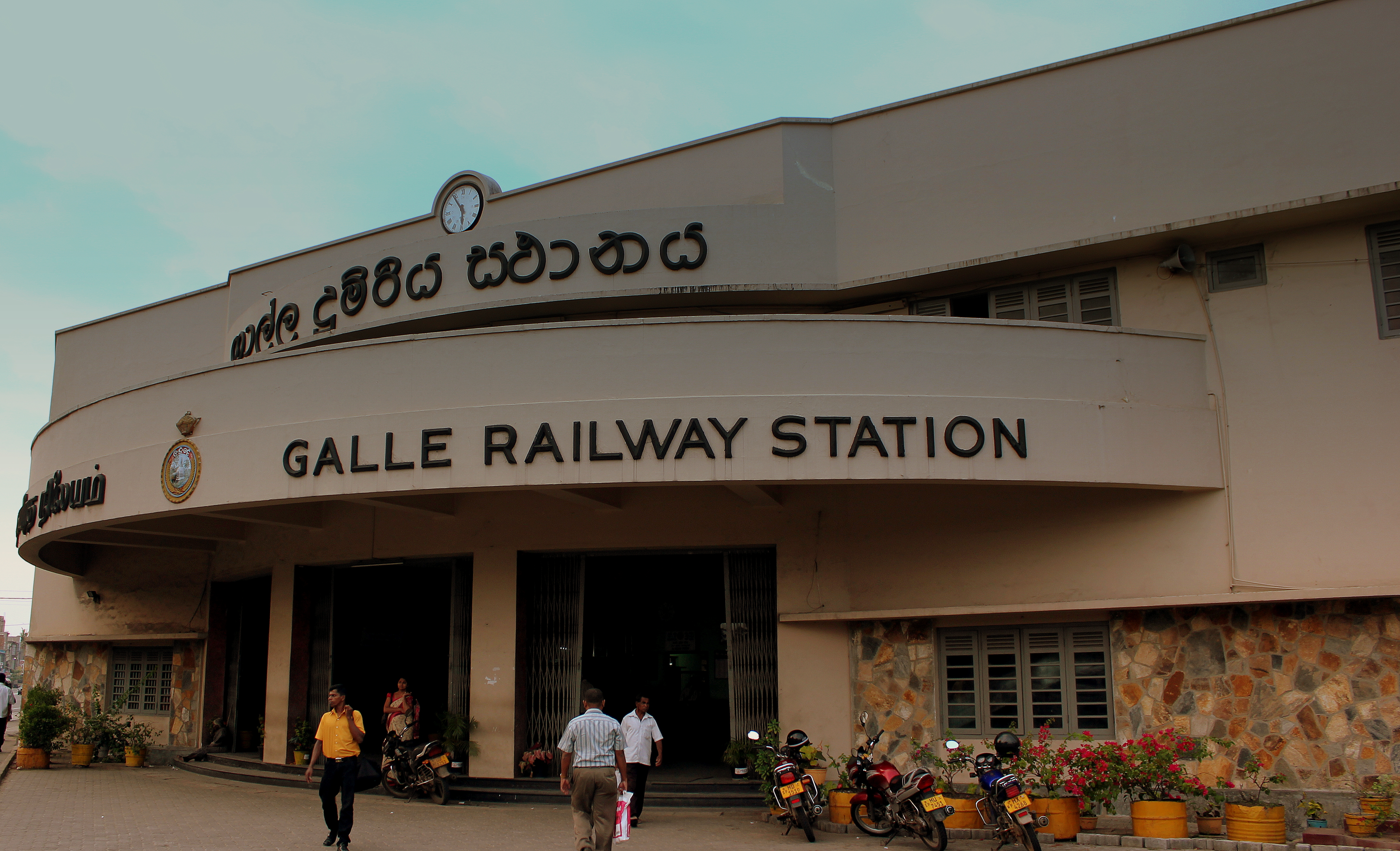
Вокзал
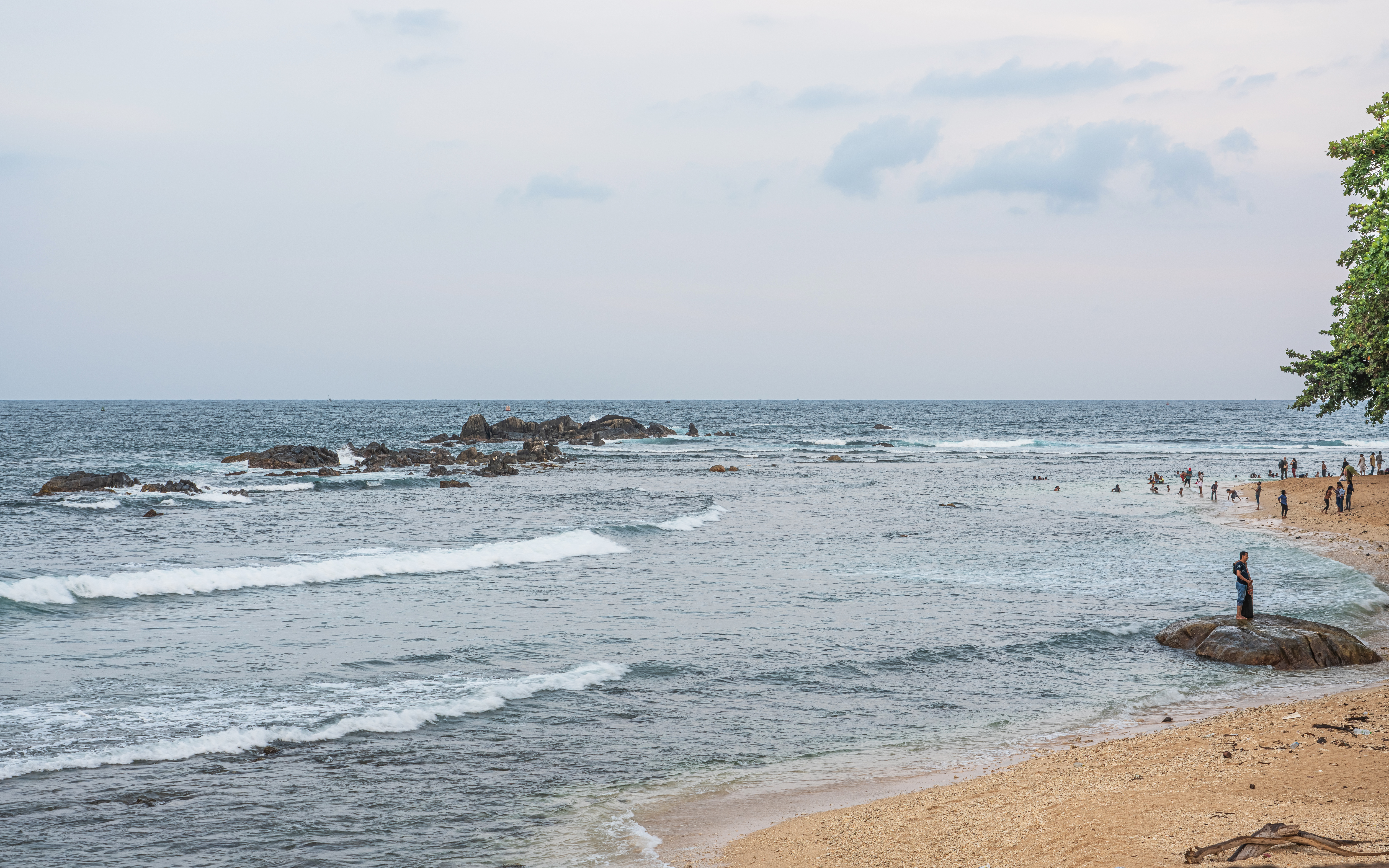
Пляж коло форту
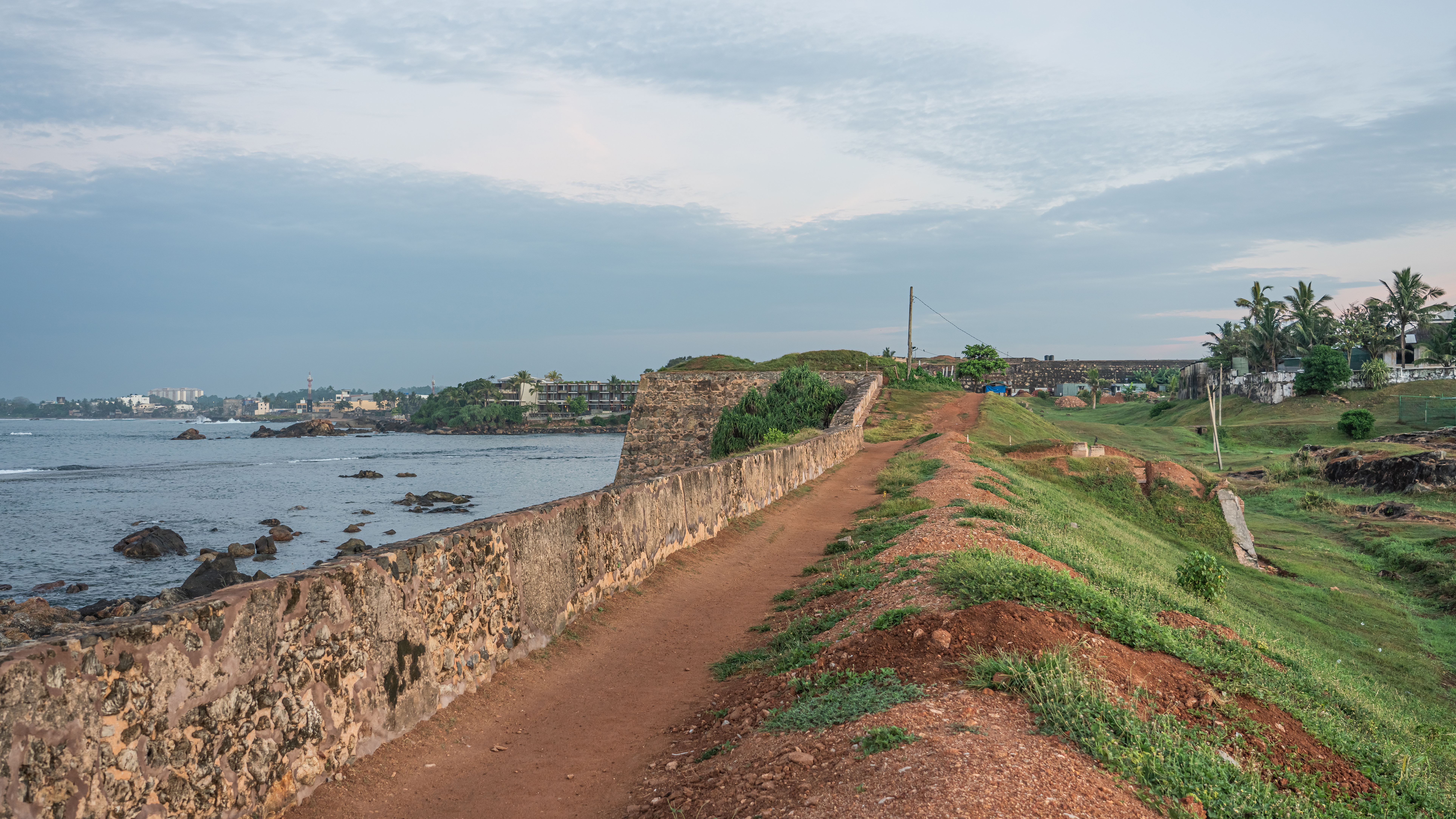
Земляний вал і один з бастіонів
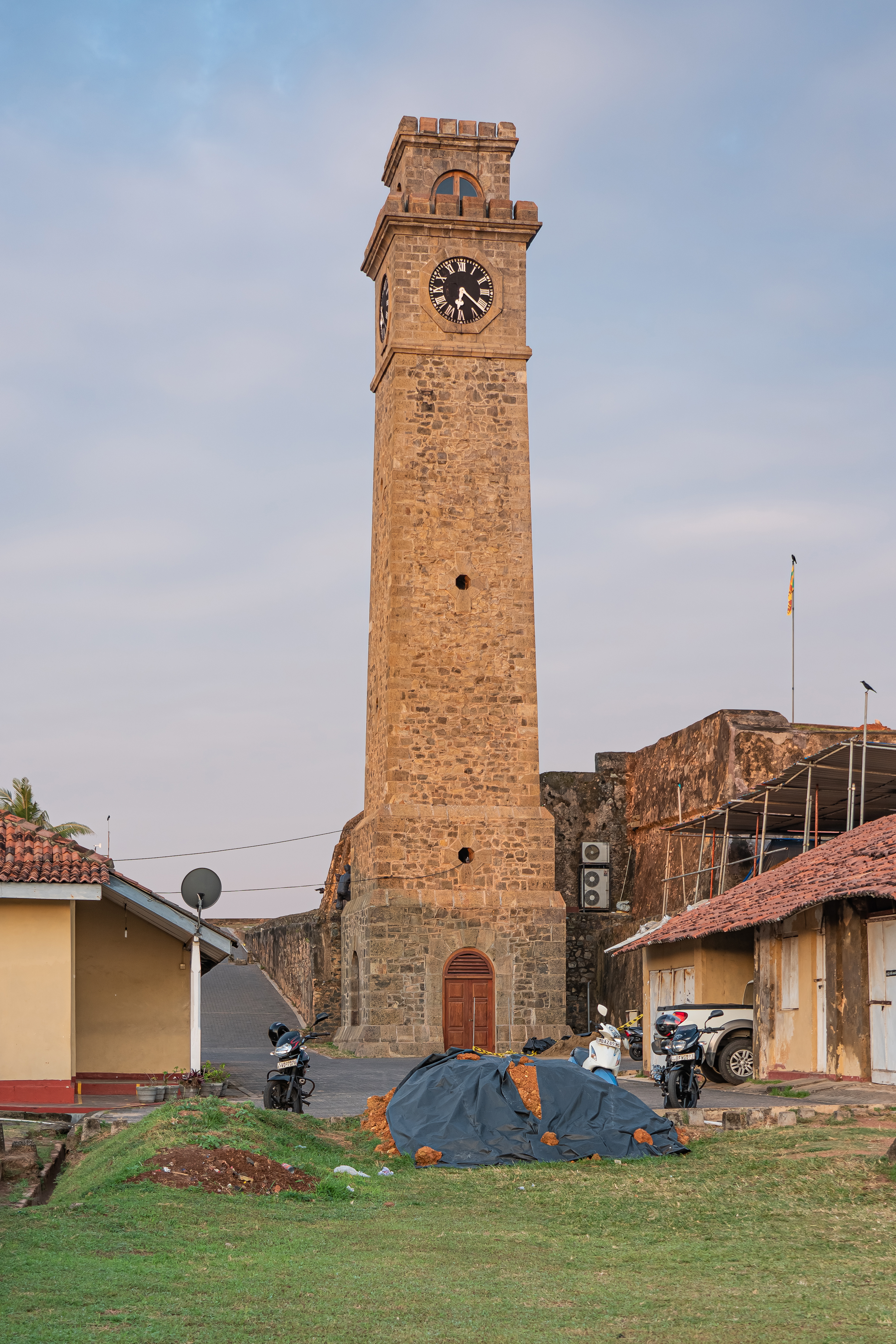
Часова башта
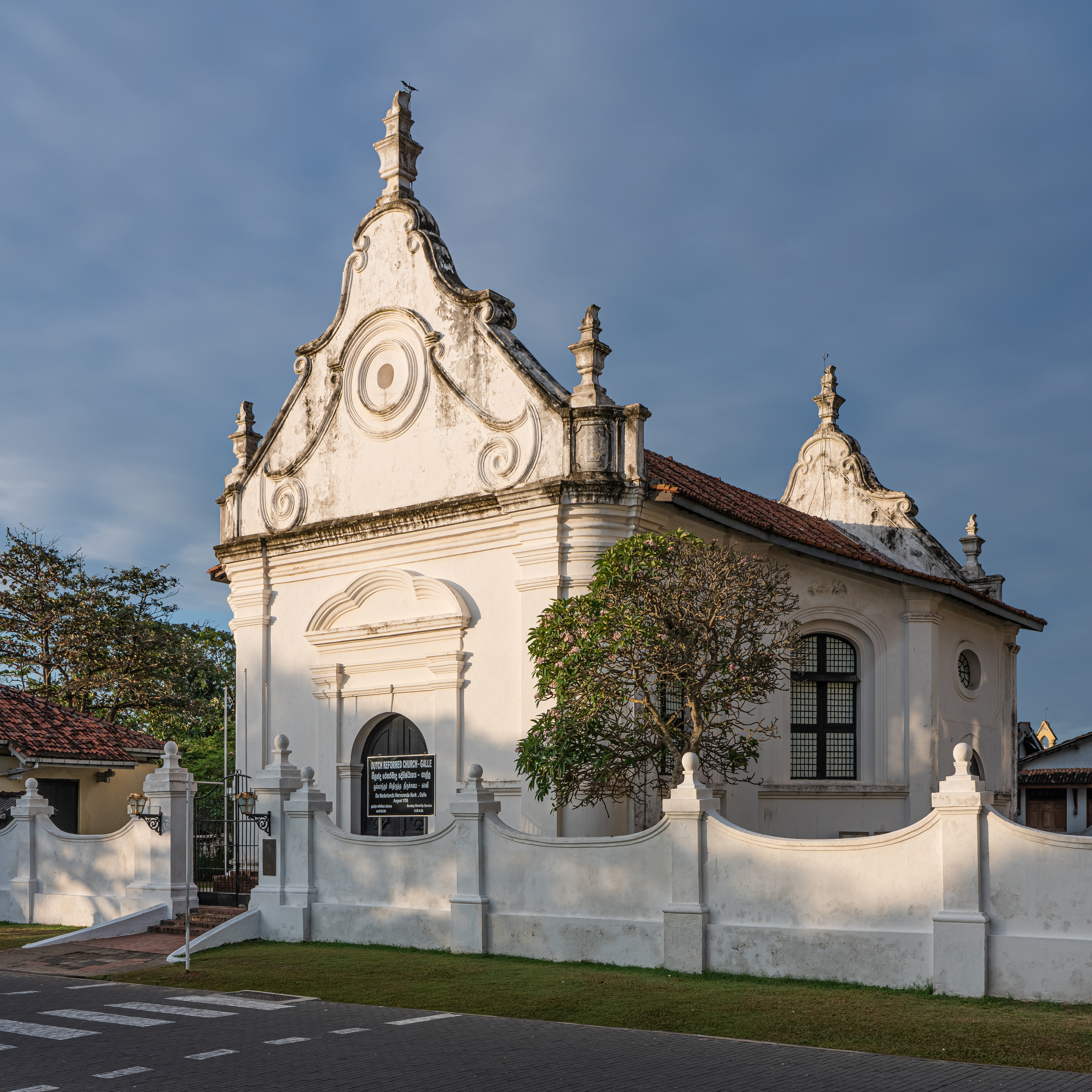
Голландська церква
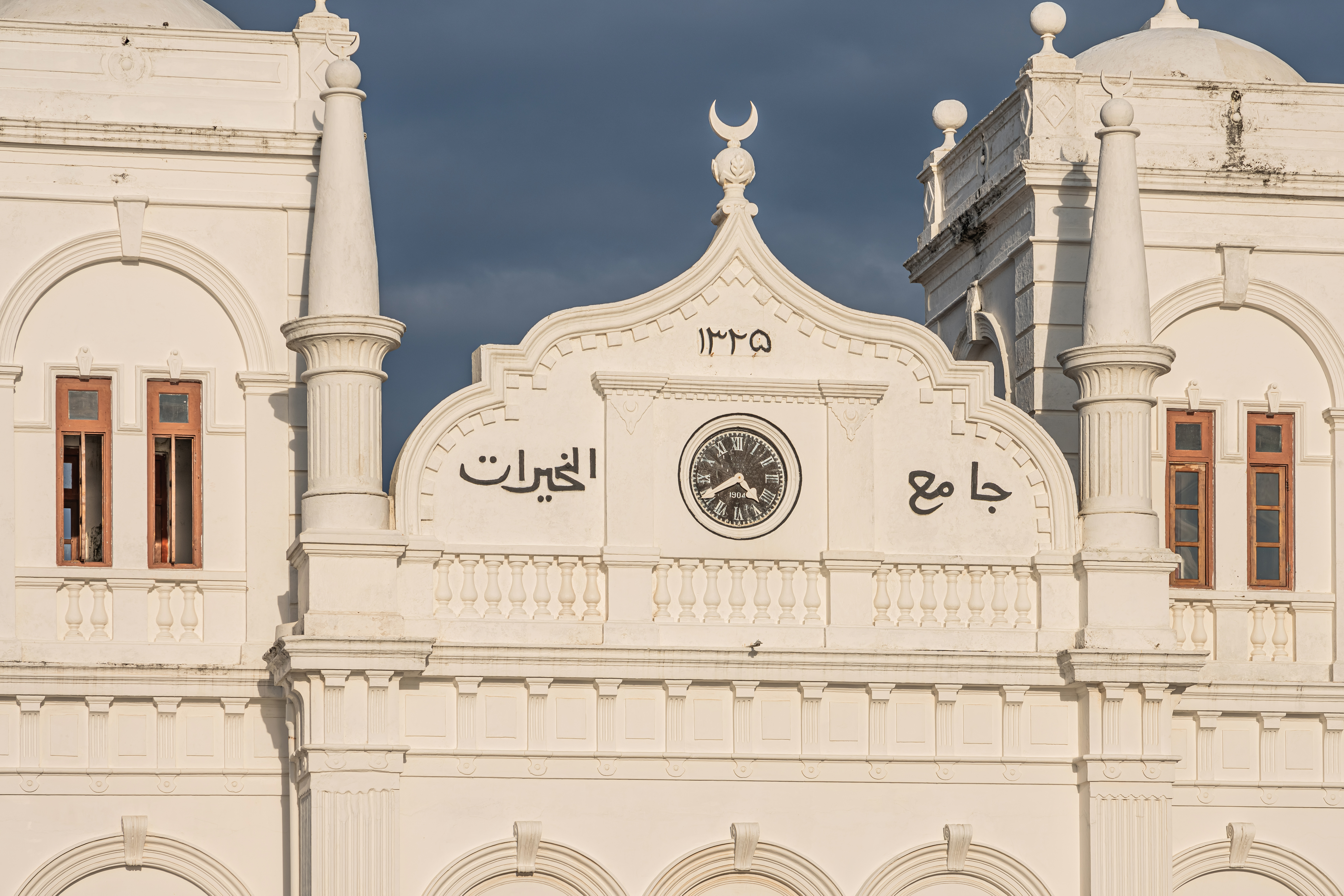
Фрагмент фасаду мечеті
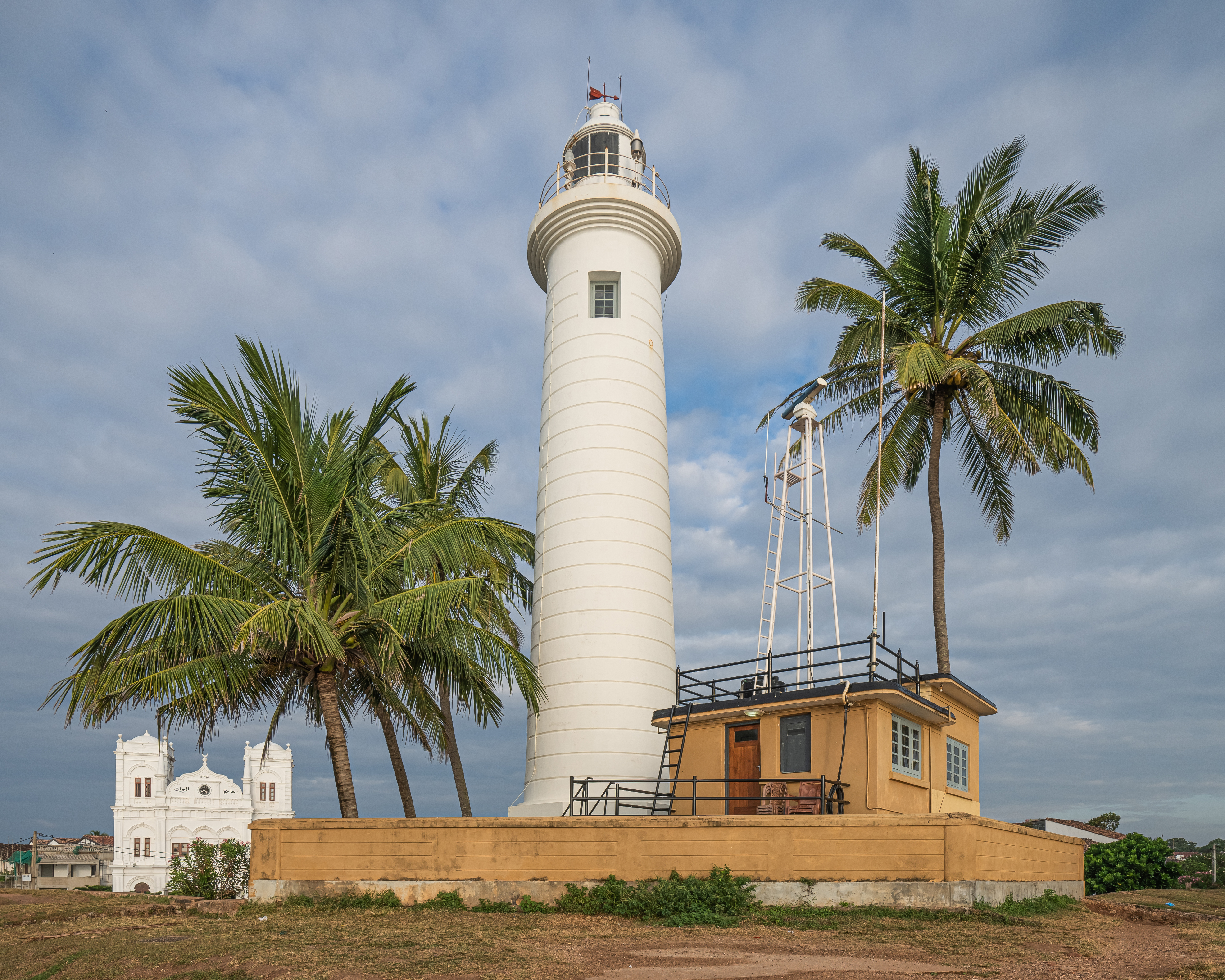
Маяк